# Eulepidotis viridissima
Eulepidotis viridissima är en fjärilsart som beskrevs av Bar 1876. Eulepidotis viridissima ingår i släktet Eulepidotis och familjen nattflyn. Inga underarter finns listade i Catalogue of Life.